# 2-je Anpiłogowo
2-je Anpiłogowo, także Wtoroje Anpiłogowo (ros. 2-е Анпилогово, Второе Анпилогово) – wieś (ros. деревня, trb. dieriewnia) w zachodniej Rosji, w sielsowiecie polanskim rejonu kurskiego w obwodzie kurskim.

## Geografia
Miejscowość położona jest nad Bolszają Kuricą (prawy dopływ Sejmu), 3,5 km od centrum administracyjnego sielsowietu (Polanskoje), 13,5 km na północny zachód od Kurska, 7,5 km od drogi magistralnej (federalnego znaczenia) M2 «Krym» (część trasy europejskiej E105).
We wsi znajduje się 113 posesji.
Klimat
Miejscowość, jak i cały rejon, znajduje się w strefie klimatu kontynentalnego z łagodnym ciepłym latem i równomiernie rozłożonymi opadami rocznymi (Dfb w klasyfikacji klimatów Köppena).

## Demografia
W 2010 r. wieś zamieszkiwały 142 osoby.